# Square Daubenton

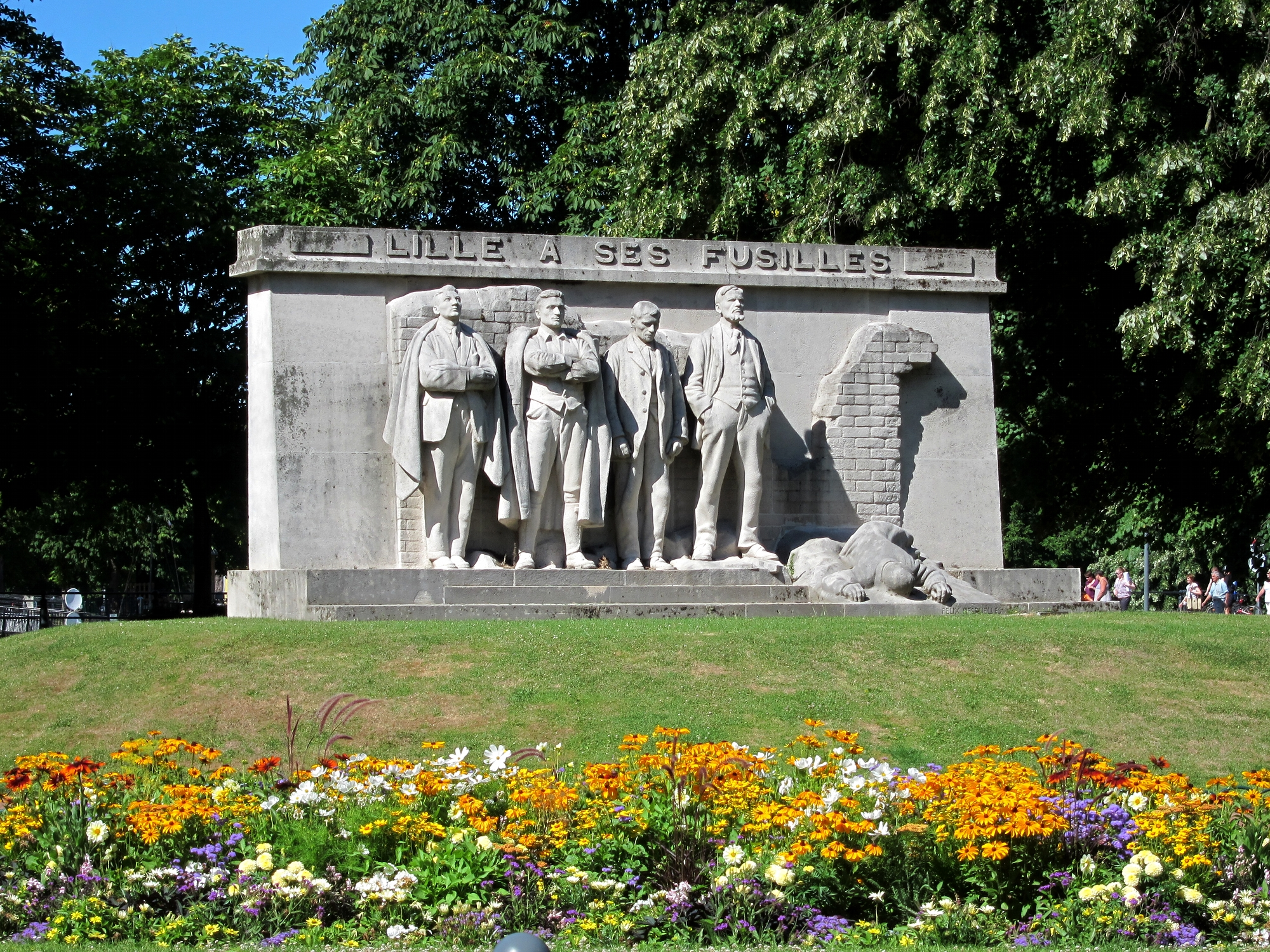
Le monument du square Daubenton

Le square Daubenton est un square de la ville de Lille.

## Situation et accès
Il est situé au sud-est de la citadelle de Lille.

## Origine du nom
Il porte le nom de Louis Jean-Marie Daubenton (1716-1799), naturaliste, médecin et directeur de Muséum national d'histoire naturelle.

## Historique
Il fait partie d'un site naturel classé suivant l'arrêté du 15 septembre 1992.
Il comporte un arbre remarquable, un platane dont le tronc a une circonférence de 6,93 m (classé arbre remarquable en 2002), et le monument commémorant des résistants de la Première Guerre mondiale : les Fusillés lillois.